# 中豐站
中豐站（日语：／ Nakatoyo eki */?）是位於福島縣東白川郡棚倉町大字流字中豐能登田43號，東日本旅客鐵道（JR東日本）的水郡線車站。

## 歷史
- 1958年（昭和33年）2月1日：車站啟用。
- 1987年（昭和62年）4月1日：伴隨國鐵分割民營化，車站由東日本旅客鐵道（JR東日本）營運[1]。

## 車站構造
此站是地面車站，設有1面1線的單式月台。此站是由常陸大子站管理的無人車站。月台上設有候車室。

## 使用狀況
在2004年度的1日平起乘車人次為178人。
| 乘車人員變化 | 乘車人員變化 |
| 年度         | 1日平均人次  |
| ------------ | ------------ |
| 2000         | 189          |
| 2001         | 197          |
| 2002         | 192          |
| 2003         | 184          |
| 2004         | 178          |

## 車站周邊
- 福島縣立修明高等學校（日语：福島県立修明高等学校）
- 福島縣道25號棚倉鮫川線（日语：福島県道25号棚倉鮫川線）
- 福島交通棚倉出張所（日语：福島交通棚倉出張所）
- 棚倉警署（日语：棚倉警察署）
- 棚倉簡易裁判所（日语：簡易裁判所）
- 福島家庭裁判所（日语：福島家庭裁判所）棚倉出張所
- 久慈川
- 檜木川
- 大草川
- 福島交通「棚倉下町」巴士站
- JR巴士關東「東中居」巴士站
- 和風餐廳新富家

## 相鄰車站
東日本旅客鐵道（JR東日本）
■水郡線
近津－中豐－磐城棚倉

## 注腳
1. ↑  『交通年鑑 昭和63年版』 交通協力會，1988年3月。
2. ↑  第120回福島県統計年鑑 （页面存档备份，存于）（日語）

## 外部連結
- 車站資訊（中豐）：東日本旅客鐵道（日語）